# Carmen Susana Dujim Zubillaga
Carmen Susana Dujim Zubillaga (ur. 11 sierpnia 1936, zm. 18 czerwca 2016) – pochodząca z Wenezueli, laureatka piątego konkursu Miss World, który odbył się w 1955 r. Była pierwszą Wenezuelką, która zdobyła ten tytuł. Następnie została modelką i występowała w produkcjach filmowych. Jej córka Carolina Cerruti zdobyła tytuł Miss World w 1983 r.